# Eliminator Boat Duel
Eliminator Boat Duel es un videojuego de carreras de lanchas de motor desarrollado por Sculptured Software y Radioactive Software, y publicado por Electro Brain en 1991 para la Nintendo Entertainment System.

## Jugabilidad
Los jugadores ganan miles de dólares compitiendo en carreras de lanchas de motor, estableciendo récords de seguimiento, rescatando a personas varadas y recaudando bonos en efectivo. Con estas ganancias, estos pueden reparar o actualizar varios componentes de la lancha para mejorar el rendimiento de las carreras y seguir siendo competitivos en las carreras cada vez más difíciles.
Eliminator Boat Duel ofrece tres niveles de dificultad: Fácil, Normal y Experto. Completar una carrera en un nivel de dificultad más bajo hace que el jugador avance al siguiente nivel más alto. En cada nivel de dificultad, la lancha del jugador puede dañarse por el impacto con animales, la embarcación del oponente y varios objetos estacionarios. Una salida en falso se sanciona con una multa de $2.000.
Durante la mayor parte de una carrera, los jugadores controlan su embarcación a vista aérea y la pantalla se desplaza en múltiples direcciones; pero en un segmento de la carrera, la perspectiva gráfica cambia a una vista en tercera persona.
En un juego para un solo jugador, el jugador compite primero con Seasick Sidney (en modo Fácil), con Aquarius Rex (en modo Normal) o con Surfer Bob (en modo Experto). La secuencia de oponentes posteriores es Vicious Vicky, Weird Willy, Mangler Mike, Veronica Alabaster y Disaster Don (el actual campeón mundial). Para ganar, el jugador debe derrotar a cada oponente uno contra uno en tres pistas de carreras únicas. En total, Eliminator Boat Duel tiene 24 pistas de carreras únicas.

## Recepción
El juego recibió críticas mixtas en su momento. La revista Nintendo Power lo calificó con un 3.2 de 5, citándolo como un juego rápido y pulido.